# Barpy Alykulow

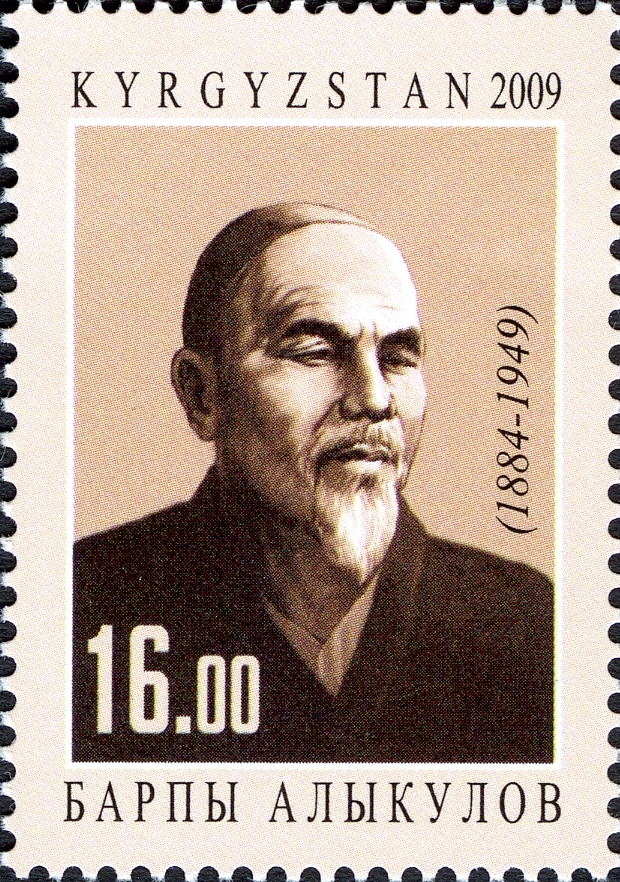
Barpy Alykulow

Barpy Alykulow (Барпы Алыкулов; * 1884 in Atschi, Rajon Susak; † 9. November 1949) war ein kirgisisch-sowjetischer Akyn-Improvisator. Er war einer der bekannten Dichter des kirgisischen Volkes.

## Biografie
Barpy Alykulow war Sohn einer armen Familie. Bereits im Alter von 16 Jahren wurde der Sänger und Dichter als Akyn-Improvisator bekannt. Seine vorrevolutionären Lieder behandelten die Notlage des kirgisischen Volkes. Später schuf er Gedichte und Lieder zu den Themen des sozialistischen Aufbaus. Alykulows Lieder wurden ab 1943 auf Tonträgern aufgenommen. Die meisten von ihnen wurden ins Russische übersetzt.
Er gilt als Meister der poetischen Form und als Nachfolger von Toktogul Satylganov. Alykulow schrieb anklagend-satirische Werke, darunter ein Gedicht über die schwere Herrschaft des Khanats Kokand über die Kirgisen.